# Marc Lieb

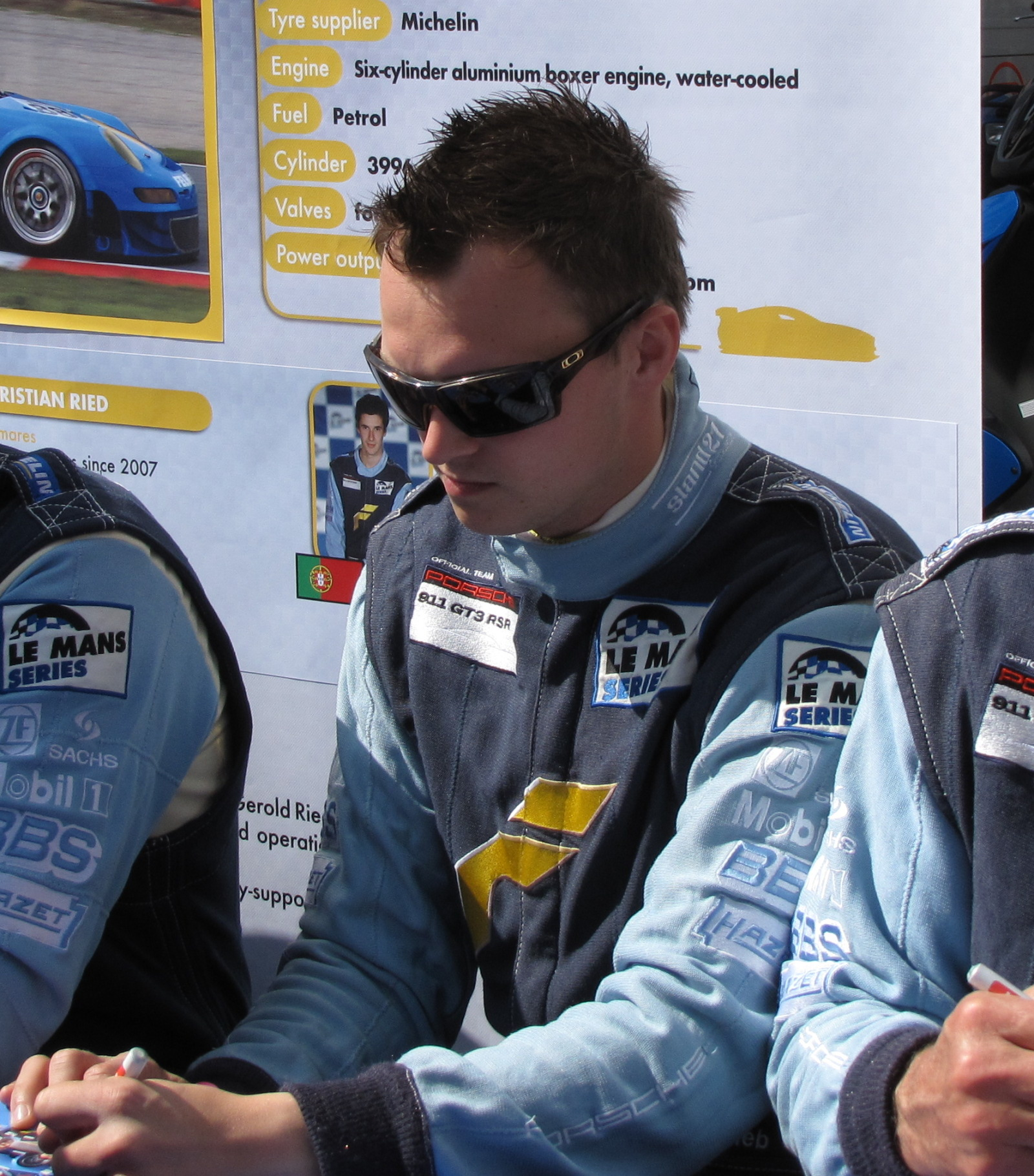
Mar Lieb en las 24 Horas de Spa de 2009

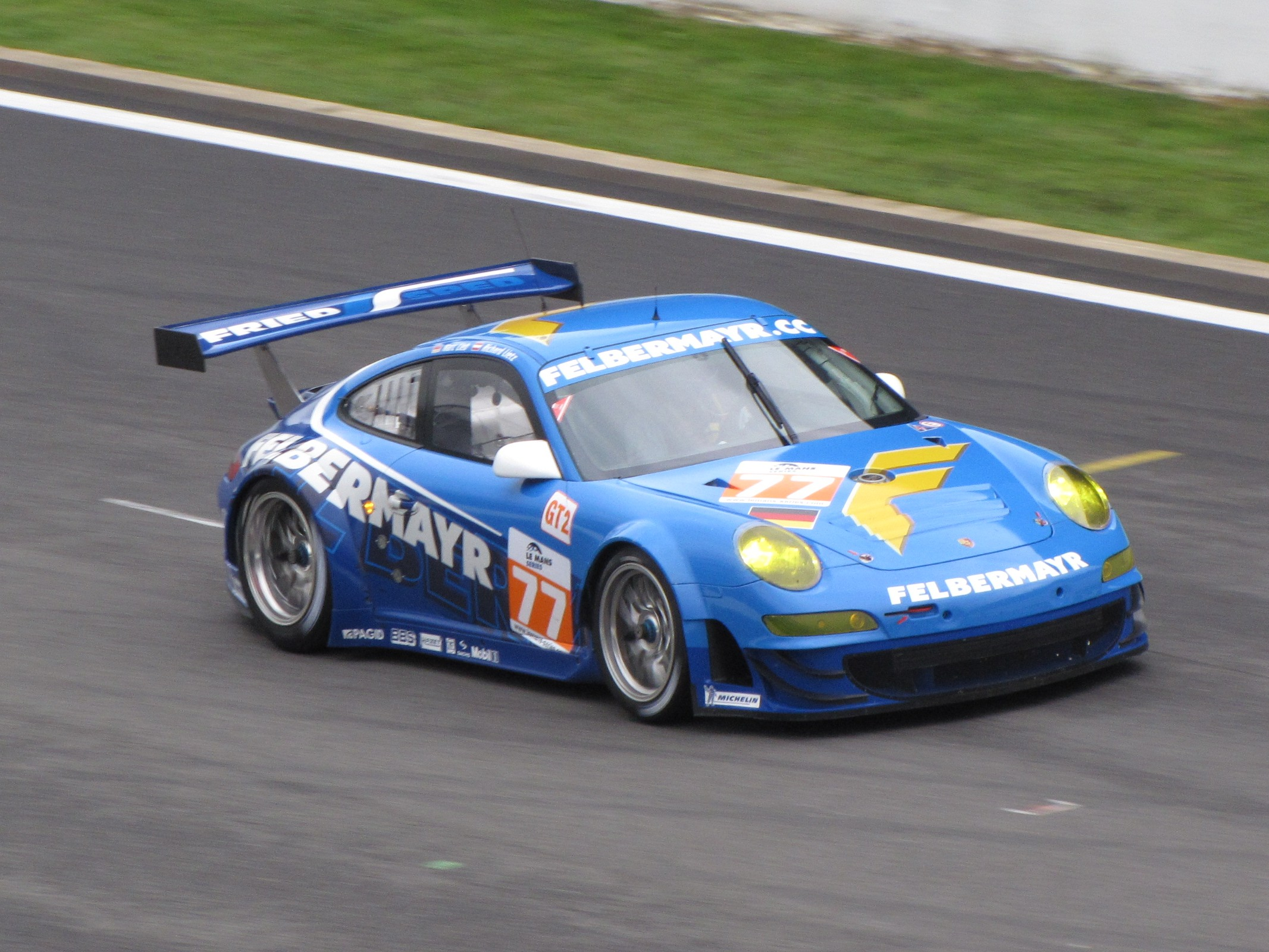
Marc Lieb pilotando un Porsche 911 en las 1000 km de Spa-Francorchamps de 2010.

Marc Lieb (Stuttgart, Alemania, 4 de julio de 1980) es un piloto de automovilismo de velocidad que se ha destacado como piloto oficial de Porsche en gran turismos. Obtuvo el Campeonato Mundial de Resistencia 2016, el Campeonato FIA GT en 2003 y 2005, y la European Le Mans Series en 2005, 2006, 2009 y 2010.
Además fue ganador absoluto de las 24 Horas de Le Mans de 2016, las 24 Horas de Daytona de 2004 y las 24 Horas de Nürburgring de 2007, 2008, 2009 y 2011, y obtuvo victorias de clase en las 24 Horas de Le Mans de 2005, 2010 y 2013, las 12 Horas de Sebring de 2008, las 24 Horas de Spa de 2003 y Petit Le Mans 2007.

## Inicios
En 1996, Lieb se graduó del karting al disputar la Fórmula Renault 1800 Alemana. Al año siguiente fue subcampeón de la categoría. En 1998 disputó la Fórmula Renault 2000 Alemana, y en 1999 resultó tercero en la Eurocopa Fórmula Renault.
A continuación, Porsche recibió a Lieb en su programa de pilotos jóvenes. Finalizó quinto en la Copa Porsche Carrera Alemania 2000, séptimo en 2001, y campeón en 2002. También en 2002, disputó las dos carreras más prestigiosas de la American Le Mans Series para Alex Job como tercer piloto del Porsche 911 pilotado por Jörg Bergmeister y Timo Bernhard, abandonando en ambas oportunidades. Asimismo, debutó en el Campeonato FIA GT al disputar tres fechas en un Porsche 911 de la clase N-GT para Freisinger: ganó en Brno y Pergusa junto a Stéphane Ortelli, y llegó tercero en las 24 Horas de Spa junto a André Lotterer entre otros.

## FIA GT, ALMS y ELMS
Lieb se convirtió en piloto oficial de Porsche en 2003, y disputó el Campeonato FIA GT para Freisinger junto a Ortelli. Obtuvo tres victorias, entre ellas las 24 Horas de Spa, y tres segundos puestos, con lo cual obtuvo los títulos de pilotos y equipos de N-GT. Ese año debutó en las 24 Horas de Le Mans con un segundo puesto logrado para el equipo Orbit, siempre al volante de un Porsche 911. También disputó cinco fechas de la American Le Mans Series para dicho equipo, logrando un tercer puesto en la clase GT como mejor resultado; y llegó cuarto en la clase GT en las 24 Horas de Daytona de la Grand-Am Rolex Sports Car Series.
El piloto pasó a correr en la American Le Mans Series en 2004, acompañando a Romain Dumas en un Porsche 911 del equipo de Alex Job. Logró dos victorias y seis podios en nueve carreras, lo que le significó quedar en el quinto puesto en el campeonato de pilotos de GT y ayudar a su equipo a obtener el título de equipos. Ese año corrió dos veces en Spa-Francorchamps: fue tercero en N-GT y quinto absoluto en las 24 Horas de Spa para Freisinger, como tercer piloto de Lucas Luhr y Sascha Maassen, y llegó tercero en la clase GT en los 1000 km de Spa-Francorchamps de la European Le Mans Series para Sebah, junto a Xavier Pompidou. En las 24 Horas de Le Mans, debió retirarse habiendo participado para un automóvil inscrito por una sociedad entre Orbit y Bam!, junto a Mike Rockenfeller y el empresario Leo Hindery. El alemán corrió las dos fechas finales del Campeonato FIA GT para GruppeM, ahora en la clase GT, la principal del certamen. Asimismo, ganó la clase SGS de las 24 Horas de Daytona en un Porsche 911 de Doncaster.
Lieb retornó al Campeonato FIA GT para la temporada 2005, formando pareja con Rockenfeller en el equipo Gruppe M. Con su Porsche 911 de la clase GT2, obtuvo ambos títulos de manera aplastante, al marcar siete victorias en 11 carreras, incluyendo las 24 Horas de Spa acompañado de Luhr. El piloto logró su primera victoria en la clase GT2 en las 24 Horas de Le Mans, nuevamente acompañado de Rockenfeller y Hindery pero en sociedad entre los equipos Orbit y Alex Job. También ganó las tres fechas que disputó de la European Le Mans Series para Sebah junto a Pompidou, lo que le bastó para obtener los títulos de pilotos y equipos de GT2.
En 2006, Lieb se unió al equipo Autorlando de la European Le Mans Series. Junto a Joël Camathias obtuvo una victoria y tres segundos puestos en las cinco fechas del certamen, de manera que retuvo ambos títulos de GT2. También participó en las 24 Horas de Spa para Manthey, donde llegó segundo en la clase G2 junto a Bernhard y Pedro Lamy. Por otra parte, disputó tres fechas de la American Le Mans Series para Flying Lizard, contando como compañeros de butaca a Jon Fogarty, Johannes van Overbeek y Wolf Henzler: resultó segundo en las 12 Horas de Sebring, tercero en Mosport y quinto en Petit Le Mans.

## Felbermayr-Proton
El alemán continuó pilotando junto a Pompidou en la European Le Mans Series en 2007, siempre en un Porsche 911 de la clase GT2, pero ahora para el equipo Felbermayr-Proton. Logró tres victorias y un segundo lugar en seis fechas, pero los malos resultados en las otras dos pruebas motivaron que Lieb fuera subcampeón de pilotos y Felbermayr-Proton fuera subcampeón de pilotos. Asimismo, disputó tres fechas del Campeonato FIA GT en un Porsche 911 de la clase GT2: fue tercero en Bucarest para Felbermayr-Proton acompañando a Horst Felbermayr Jr.; fue vencedor de GT2 y octavo absoluto en las 24 Horas de Spa para BMS Scuderia Italia junto a Emmanuel Collard y Matteo Malucelli; y terminó octavo en Zolder para Prospeed junto a Marc Basseng. Asimismo, logró la victoria en las 24 Horas de Nürburgring para Manthey para Manthey. También estuvo presente en las dos carreras estelares de la American Le Mans Series como tercero piloto Bergmeister y Van Overbeek para Flying Lizard: llegó segundo en las 12 Horas de Sebring y ganó en Petit Le Mans.
Lieb permaneció en Felbermayr-Proton para la temporada 2008 de la European Le Mans Series, esta vez con Alex Davison como compañero de butaca. Sus cuatro segundos lugares le significaron obtener nuevamente ambos subcampeonatos de GT2. Asimismo, participó en las mismas tres fechas del Campeonato FIA GT en un Porsche 911 de la clase GT2: llegó segundo en su clase y sexto absoluto en las 24 Horas de Spa para Prospeed acompañando a Emmanuel Collard y Richard Westbrook; terminó tercero en Zolder para Prospeed junto a Markus Palttala; y no puntuó en ninguna de las dos mangas de Bucarest como compañero de butaca de Horst Felbermayr Jr. en Felbermayr-Proton. también repitió victoria en las 24 Horas de Nürburgring para Manthey. Finalmente, en la American Le Mans Series: ganó las 12 Horas de Sebring y llegó segundo en Petit Le Mans como tercer piloto de Bergmeister y Henzler para Flying Lizard.
En 2009, Lieb contó como compañero de butaca a Richard Lietz en el Porsche 911 de Felbermayr-Proton en la European Le Mans Series. Fue campeón de GT2 con tres victorias en cinco fechas. En su retorno a las 24 Horas de Le Mans, que corrió para Felbermayr-Proton junto a Lietz y Henzler, debió retirarse. También disputó la fecha de Zolder del Campeonato FIA GT para Prospeed, donde llegó octavo junto a Darryl O'Young. En cambio, obtuvo su tercera victoria en las 24 Horas de Nürburgring para Manthey. En la American Le Mans Series, fue cuarto en Sebring y quinto en Petit Le Mans como tercer piloto de Bergmeister y Patrick Long en Flying Lizard, y llegó segundo en la fecha de Miller junto a Henzler para el equipo Farnbacher-Loles, siempre en un Porsche 911 de la clase GT2.
Lieb y Lietz defendieron exitosamente los títulos de pilotos y equipos de GT2 en la European Le Mans Series 2010, con tres victorias ante las dos Ferrari F430 semioficiales de AF Corse. Asimismo, obtuvo su segunda victoria en la clase GT2 de las 24 Horas de Le Mans, nuevamente junto a Lietz y Henzler en el Porsche 911 de Felbermayr-Proton. El alemán volvió a correr junto a Bergmeister y Long para Flying Lizard en las dos carreras principales de la American Le Mans Series: finalizó cuarto en Sebring y quinto en Petit Le Mans. Retornó a las 24 Horas de Spa como piloto de Prospeed, acompañando a Marc Goossens, Marco Holzer y Westbrook en un Porsche 911 de la clase GT2, en esta ocasión la principal de la prueba, pero abandonó. También disputó la fecha de Spa-Francorchamps del Open Internacional de GT para Manthey en un Porsche 911 de la clase GTS, llegando quinto en la segunda manga. Más tarde, llegó segundo en las 1000 km de Zhuhai, que disputó junto a Lietz para el equipo Felbermayr-Proton. De esa manera, compitió en las tres fechas de la Copa Intercontinental Le Mans y fue protagonista de la lucha por el título de marcas de GT2, que finalmente ganó Ferrari.
El alemán siguió disputando la European Le Mans Series en 2011 para el equipo Felbermayr-Proton. Él y Lietz lograron dos podios pero ninguna victoria en las cinco fechas, de forma que quedaron quintos en el campeonato de pilotos y terceros en el de equipos de la renombrada categoría GTE-Pro. Contando con Henzler como tercer piloto por cuarto año consecutivo, finalizó cuarto en la clase GTE-Pro en las 24 Horas de Le Mans. En su participación en las 12 Horas de Sebring para Flying Lizard, nuevamente acompañando a Bergmeister y Long, terminó en la sexta colocación. No corrió en Petit Le Mans, aunque sí en las 24 Horas de Daytona, donde terminó sexto en la clase GT en un Porsche 911 de Brumos. Asimismo, volvió a ganar las 24 Horas de Nürburgring para Manthey, formando tripulación con Bernhard, Dumas y Luhr. También volvió a formar pareja con Alex Davidson, aunque esa vez por invitación del V8 Supercars para pilotar un Ford Falcon en el Gran Premio de Surfers Paradise; terminó 23.º y 18.º en cada manga.
Felbermayr-Proton dejó la European Le Mans Series por el renacido Campeonato Mundial de Resistencia. Lieb continuó formando pareja con Lietz en el equipo. Obtuvo dos victorias y seis podios en las ocho carreras, por lo cual Felbermayr-Proton terminó tercero en el campeonato de equipos y Porsche concluyó segunda en el campeonato de marcas. Asimismo, terminó tercero en las 24 Horas de Daytona, nuevamente en un Porsche 911 de Brumos. Por otra parte, retornó a Surfers Paradise pero esta vez pilotó un Holden Commodore, finalizando segundo en la primera manga y 14.º en la segunda.

## Manthey
Porsche ingresó de manera oficial en el Campeonato Mundial de Resistencia 2013, y contrató a Lieb para pilotar uno de los nuevos Porsche 911 del equipo Manthey junto a Lietz. Ambos, junto a Dumas, ganaron en las 24 Horas de Le Mans, y consiguieron cinco cuartos puestos, un quinto y un sexto, contando como tercero piloto a Dumas en las tres primeras fechas. De esta forma, resultó quinto en el campeonato de pilotos, y tercero en los de equipos y marcas. Además, llegó segundo absoluto en las 24 Horas de Spa, y en las 24 Horas de Nürburgring terminó séptimo absoluto y primero en la clase SP7, también con Manthey. Por otra parte, corrió en las 24 Horas de Daytona con un Porsche 911 de Brumos, y las tres fechas del minitorneo de resistencia del V8 Supercars con un Holden Commodore junto a Jonathon Webb.

## Porsche LMP1
En 2014, Lieb fue contratado por Porsche para competir en el Campeonato Mundial de Resistencia, conduciendo uno de los nuevos Porsche 919 Hybrid de la clase LMP1. Junto con sus compañeros de butaca Neel Jani y Romain Dumas obtuvieron una victoria en Interlagos, un segundo puesto, un tercero y tres cuartos, resultando sextos en la tabla de pilotos.
El alemán continuó junto a Jani y Dumas en el Campeonato Mundial de Resistencia 2015. Ganó en Baréin y acumuló cinco segundos puestos, de modo que se ubicó séptimo en el campeonato de pilotos de LMP1, colaborando a que Porsche obtuviera el campeonato de marcas. En 2016, el trío logró dos victorias en Silverstone y en las 24 Horas de Le Mans, un segundo puesto y cuatro cuartos puestos, para lograr el título mundial de pilotos.

## Resultados

### 24 Horas de Le Mans
| Año     | Equipo                          | Copilotos                     | Automóvil           | Clase   | Vueltas | Pos. | Pos. Clase |
| ------- | ------------------------------- | ----------------------------- | ------------------- | ------- | ------- | ---- | ---------- |
| 2003    | Orbit Racing                    | Leo Hindery Peter Baron       | Porsche 911 GT3-RS  | GT      | 314     | 17.º | 2.º        |
| 2004    | Orbit Racing BAM!               | Leo Hindery Mike Rockenfeller | Porsche 911 GT3-RS  | GT      | 223     | DNF  | DNF        |
| 2005    | Alex Job Racing BAM! Motorsport | Leo Hindery Mike Rockenfeller | Porsche 911 GT3-RSR | GT2     | 332     | 10.º | 1.º        |
| 2009    | Team Felbermayr-Proton          | Wolf Henzler Richard Lietz    | Porsche 997 GT3-RSR | GT2     | 24      | DNF  | DNF        |
| 2010    | Team Felbermayr-Proton          | Wolf Henzler Richard Lietz    | Porsche 997 GT3-RSR | GT2     | 338     | 11.º | 1.º        |
| 2011    | Team Felbermayr-Proton          | Wolf Henzler Richard Lietz    | Porsche 997 GT3-RSR | GTE Pro | 312     | 16.º | 4.º        |
| 2012    | Team Felbermayr-Proton          | Wolf Henzler Richard Lietz    | Porsche 997 GT3-RSR | GTE Pro | 184     | DNF  | DNF        |
| 2013    | Porsche AG Team Manthey         | Romain Dumas Richard Lietz    | Porsche 911 RSR     | GTE Pro | 315     | 15.º | 1.º        |
| 2014    | Porsche Team                    | Romain Dumas Neel Jani        | Porsche 919 Hybrid  | LMP1-H  | 348     | 11.º | 4.º        |
| 2015    | Porsche Team                    | Romain Dumas Neel Jani        | Porsche 919 Hybrid  | LMP1    | 391     | 5.º  | 5.º        |
| 2016    | Porsche Team                    | Romain Dumas Neel Jani        | Porsche 919 Hybrid  | LMP1    | 384     | 1.º  | 1.º        |
| Fuente: |                                 |                               |                     |         |         |      |            |

### Campeonato Mundial de Resistencia de la FIA
(Clave) (negrita indica pole position) (cursiva indica vuelta rápida)

| Año  | Escudería               | Clase     | Automóvil           | 1   | 2   | 3   | 4   | 5   | 6   | 7   | 8   | 9   | Pos. | Puntos | Ref.  |
| ---- | ----------------------- | --------- | ------------------- | --- | --- | --- | --- | --- | --- | --- | --- | --- | ---- | ------ | ----- |
| 2012 | Team Felbermayr-Proton  | LMGTE Pro | Porsche 997 GT3-RSR | SEB | SPA | LMS | SIL | SÃO | BHR | FUJ | SHA |     | 39.º | 5.5    | [ 2 ] |
| 2012 | Team Felbermayr-Proton  | LMGTE Pro | Porsche 997 GT3-RSR | 14  | 14  | Ret | 23  | 18  | 15  | 17  | 17  |     | 39.º | 5.5    | [ 2 ] |
| 2013 | Porsche AG Team Manthey | LMGTE Pro | Porsche 911 RSR     | SIL | SPA | LMS | SÃO | COA | FUJ | SHA | BHR |     | 4.º  | 123    | [ 3 ] |
| 2013 | Porsche AG Team Manthey | LMGTE Pro | Porsche 911 RSR     | 4   | 5   | 1   | 4   | 4   | 4   | 6   | 4   |     | 4.º  | 123    | [ 3 ] |
| 2014 | Porsche Team            | LMP1      | Porsche 919 Hybrid  | SIL | SPA | LMS | COA | FUJ | SHA | BHR | SÃO |     | 3.º  | 117    | [ 4 ] |
| 2014 | Porsche Team            | LMP1      | Porsche 919 Hybrid  | Ret | 4   | 5   | 4   | 4   | 3   | 2   | 1   |     | 3.º  | 117    | [ 4 ] |
| 2015 | Porsche Team            | LMP1      | Porsche 919 Hybrid  | SIL | SPA | LMS | NÜR | COA | FUJ | SHA | BHR |     | 3.º  | 138.5  | [ 5 ] |
| 2015 | Porsche Team            | LMP1      | Porsche 919 Hybrid  | 2   | 2   | 5   | 2   | 12  | 2   | 2   | 1   |     | 3.º  | 138.5  | [ 5 ] |
| 2016 | Porsche Team            | LMP1      | Porsche 919 Hybrid  | SIL | SPA | LMS | NÜR | MEX | COA | FUJ | SHA | BHR | 1.º  | 160    | [ 6 ] |
| 2016 | Porsche Team            | LMP1      | Porsche 919 Hybrid  | 1   | 2   | 1   | 4   | 4   | 4   | 5   | 4   | 6   | 1.º  | 160    | [ 6 ] |